# Джоан Глостерская
Джоан Глостерская (англ. Joan of Gloucester; 1384 — 16 августа 1400) — английская аристократка, дочь Томаса Вудстока, герцога Глостера, и Элеоноры де Богун, внучка короля Англии Эдуарда III. 20 мая 1392 года была помолвлена с Гилбертом Толботом, 5-м бароном Толботом. Неясно, был ли заключён этот брак. По одной из версий, Джоан стала женой Толбота, и причиной её ранней смерти стали роды. Джоан похоронили в аббатстве Уолден в Эссексе. Гилберт позже женился на Беатрикс Пинто.